# Pontophilus orientalis
Pontophilus orientalis är en kräftdjursart som först beskrevs av Henderson 1893.  Pontophilus orientalis ingår i släktet Pontophilus och familjen Crangonidae. Inga underarter finns listade i Catalogue of Life.